# Piz Dado

Szczyt Piz Dado

Piz Dado – szczyt w Alp Glarneńskich, części Alp Zachodnich. Leży w Szwajcarii, na granicy kantonów Gryzonia i Glarus. Należy do podgrupy Alp Glarneńskich właściwych. Szczyt można zdobyć ze schroniska Grünhornhütte (2448 m).